# Polina Tzekova
Polina Tzekova (bulgare : Полина Цекова / Polina Tsekova), née le 30 avril 1968 à Pleven (Bulgarie), est une joueuse de basket-ball d’origine bulgare et naturalisée française, évoluant au poste de pivot et mesurant 1,95 m. Elle est élue Meilleure Joueuse du XXe siècle par la fédération bulgare de basket-ball avec 254 sélections à son compteur.

## Carrière en club

### Europe
| Saisons   | Équipe                    | Pays     |
| 1977-1987 | Pleven                    | Bulgarie |
| 1987-1991 | Lokomotiv Sofia           | Bulgarie |
| 1991-1995 | GS Trogylos Basket Priolo | Italie   |
| 1995-2002 | Tarbes GB                 | France   |
| 2003-2005 | Tarbes GB                 | France   |
| 2005-2008 | Mourenx BC                | France   |
| 2008-2009 | Tarbes GB                 | France   |

### WNBA
| Saisons | Équipe            | Pays       |
| 1999    | Comets de Houston | États-Unis |

## Palmarès

### Bulgarie
- 1985 : Vice championne d'Europe cadettes, Perugia (IT)
- 1985 : 7e place au Championnat d'Europe U20, Toledo (ESP)
- 1985 : Vice Championne d'Europe senior en Italie
- 1986 : 5e place au Championnat du Monde à Minsk (BLR)
- 1987 : 9e place au Championnat d'Europe senior en Espagne
- 1988: 5e place aux Jeux Olympiques de Séoul
- 1989: 6e place au Championnat du Monde en Malaysie.
- 1989: 3e place aux GoodWill Games, Seattle (USA)
- 1990-1991 : Championne de Bulgarie avec le Lokomotiv Sofia

### Italie
- 1991-1992 : Finaliste de la Coupe d’Europe L. Ronchetti avec Priolo

### France
- 1995-1996 : Vainqueur de la Coupe d’Europe L. Ronchetti avec Tarbes

Vainqueur de la Coupe de France Joe Jaunay
Finaliste du Tournoi de la Fédération
3e du Championnat de France NF 1A
- 1996-1997 : Vainqueur de la Coupe de France Joe Jaunay

3e du Championnat de France NF 1A
4e du Tournoi de la Fédération
- 1997-1998 : Vainqueur de la Coupe de France Joe Jaunay

3e du Championnat de France NF 1A
4e du Tournoi de la Fédération
- 2001-2002 : Finaliste de la Coupe d’Europe L. Ronchetti avec Tarbes

3e du Championnat de France LFB
3e du Tournoi de la Fédération
- 2002-2003 : 3e du Championnat de France LFB

3e du Tournoi de la Fédération
- 2003-2004 : 4e du Championnat de France LFB

3e du Tournoi de la Fédération
Huitième de finaliste de l’EuroLeague

### États-Unis
- 1999 : Championne WNBA avec Houston

## Distinctions individuelles
- 1987 et 1989 : Elue dans les dix meilleures basketteuses d'Europe
- 1997-1998 : Meilleure joueuse de NF1A aux points (20,6)

Meilleure joueuse de NF1A à l’évaluation (24,0)
Meilleure joueuse de NF1A à l’adresse à 2 pts (62,5 %)
2e joueuse de NF1A aux rebonds (9,0)
3e joueuse de NF1A à l’adresse générale (59,1 %), 6e aux lancers francs (82,3 %)
Élue 2e meilleure joueuse étrangère de NF1A
- 1998-1999 : Meilleure joueuse de LFB aux points (21,0)

Meilleure joueuse de LFB à l’évaluation (24,6)
2e joueuse de LFB aux rebonds (10,2), 7e à l’adresse générale (53,7 %), 7e à 2 pts (56,4 %), 8e à 3 pts (41,0 %), 7e aux lancers francs
3e joueuse de LFB aux fautes provoquées (5,2), 1re au temps de jeu (37:07).
Élue MVP étrangère du Championnat de France LFB
- 1999-2000 : Meilleure joueuse de LFB aux points (20,6)

Meilleure joueuse de LFB aux rebonds (10,4)
Meilleure joueuse de LFB à l’évaluation (23,6)
2e joueuse de LFB  à l’adresse à 2 pts (61,2 %), 8e à l’adresse générale (52,9 %)
Élue MVP étrangère du Championnat de France LFB
- 2000-2001 : 10e de LFB aux points (15,0)

3e joueuse de LFB aux rebonds (8,1)
4e joueuse de LFB à l’adresse générale (56,1 %), 4e à 2 pts (61,4 %), 9e aux fautes provoquées (4,3)
3e joueuse de LFB à l’évaluation (18,4)
- 2001-2002 : 9e de LFB aux points (15,4)

2e joueuse de LFB à l’adresse à 3 pts (45,7 %)
3e joueuse de LFB à l’évaluation (17,8)
- 2004-2005 : Meilleure joueuse de LFB à l’adresse à 3 pts (46,7 %)
- 2006-2007 : Meilleure joueuse de LFB à l'adresse aux Lancers francs (92%)
- Élue dans le cinq majeur des joueuses étrangères des 20 ans de la LFB (2018)
- 2019 : Membre officielle de l'Académie du Basket d'Occitanie

## Statistiques

### En club

#### En championnat national

##### Italien
| Saison   | Club     | M   | 5D  | Min   | 2 pts | 2 pts | 2 pts | 3 pts | 3 pts | 3 pts | LF  | LF  | LF   | F | Fp | Rebonds | Rebonds | Rebonds | Pd  | C | Int | Bp  | Év   | Pts  |
| Saison   | Club     | M   | 5D  | Min   | R     | T     | %     | R     | T     | %     | R   | T   | %    | F | Fp | O       | D       | T       | Pd  | C | Int | Bp  | Év   | Pts  |
| -------- | -------- | --- | --- | ----- | ----- | ----- | ----- | ----- | ----- | ----- | --- | --- | ---- | - | -- | ------- | ------- | ------- | --- | - | --- | --- | ---- | ---- |
| 1991-92  | Priolo   | 29  | 29  | 34:54 | 198   | 372   | 53,2  | 28    | 55    | 50,9  | 122 | 169 | 72,2 |   |    | 2,6     | 7,0     | 9,7     | 0,6 |   | 1,7 | 2,6 | 21,6 | 20,8 |
| 1992-93  | Priolo   | 30  | 30  | 37:20 | 209   | 360   | 58,1  | 20    | 56    | 35,7  | 140 | 192 | 72,9 |   |    | 2,7     | 7,7     | 10,4    | 0,6 |   | 2,1 | 3,4 | 22,3 | 20,6 |
| 1993-94  | Priolo   | 30  | 30  | 34:44 | 224   | 379   | 59,1  | 23    | 60    | 38,3  | 200 | 241 | 83,0 |   |    | 3,1     | 6,4     | 9,5     | 0,7 |   | 2,3 | 2,8 | 25,9 | 23,9 |
| 1994-95  | Priolo   | 26  | 26  | 37:28 | 163   | 305   | 53,4  | 16    | 42    | 38,1  | 182 | 220 | 82,7 |   |    | 2,9     | 5,5     | 8,4     | 0,4 |   | 2,8 | 3,6 | 21,5 | 21,4 |
| Carrière | Carrière | 115 | 115 | 36:04 | 794   | 1416  | 56,1  | 87    | 213   | 40,8  | 644 | 822 | 78,3 |   |    | 2,8     | 6,7     | 9,5     | 0,6 |   | 2,2 | 3,1 | 22,9 | 21,7 |

##### Français
| Saison   | Club    | M  | 5D | Min   | 2 pts | 2 pts | 2 pts | 3 pts | 3 pts | 3 pts | LF  | LF  | LF   | F   | Fp  | Rebonds | Rebonds | Rebonds | Pd  | C   | Int | Bp  | Év   | Pts  |
| Saison   | Club    | M  | 5D | Min   | R     | T     | %     | R     | T     | %     | R   | T   | %    | F   | Fp  | O       | D       | T       | Pd  | C   | Int | Bp  | Év   | Pts  |
| -------- | ------- | -- | -- | ----- | ----- | ----- | ----- | ----- | ----- | ----- | --- | --- | ---- | --- | --- | ------- | ------- | ------- | --- | --- | --- | --- | ---- | ---- |
| 1995-96  | Tarbes  |    |    |       |       |       |       |       |       |       |     |     |      |     |     |         |         |         |     |     |     |     |      |      |
| 1996-97  | Tarbes  | 22 | 22 | 30:27 | 120   | 195   | 61,5  | 14    | 31    | 45,2  | 71  | 78  | 91,0 | 4,0 | -   | 1,7     | 5,5     | 7,1     | 1,8 | 0,8 | 1,9 | 2,3 | 20,9 | 16,0 |
| 1997-98  | Tarbes  | 27 | 26 | 34:24 | 182   | 291   | 62,5  | 19    | 49    | 38,8  | 135 | 164 | 82,3 | 3,1 | -   | 2,6     | 6,4     | 9,0     | 1,7 | 0,3 | 1,4 | 2,8 | 24,0 | 20,6 |
| 1998-99  | Tarbes  | 25 | 25 | 37:07 | 158   | 280   | 56,4  | 25    | 61    | 41,0  | 133 | 155 | 85,8 | 3,3 | 5,2 | 3,1     | 7,0     | 10,2    | 1,7 | 0,4 | 1,8 | 3,2 | 24,6 | 21,0 |
| 1999-00  | Tarbes  | 28 | 28 | 35:04 | 153   | 250   | 61,2  | 39    | 112   | 34,8  | 155 | 195 | 79,5 | 3,6 | -   | 2,6     | 7,9     | 10,4    | 2,1 | 0,7 | 1,1 | 3,8 | 23,6 | 20,6 |
| 2000-01  | Tarbes  | 24 | 22 | 27:25 | 102   | 166   | 61,4  | 17    | 46    | 37,0  | 104 | 127 | 81,9 | 3,2 | 4,3 | 2,1     | 6,0     | 8,1     | 1,9 | 0,5 | 0,9 | 3,2 | 18,4 | 15,0 |
| 2001-02  | Tarbes  | 25 | 22 | 29:26 | 109   | 202   | 54,0  | 32    | 70    | 45,7  | 72  | 91  | 79,1 | 3,2 | 3,4 | 1,6     | 5,2     | 6,8     | 2,9 | 0,3 | 0,8 | 2,6 | 17,8 | 15,4 |
| 2003-04  | Tarbes  | 22 | 17 | 25:33 | 74    | 152   | 48,7  | 17    | 37    | 45,9  | 56  | 79  | 70,9 | 2,6 | 3,2 | 2,1     | 4,1     | 6,2     | 1,6 | 0,3 | 0,8 | 3,5 | 11,5 | 11,6 |
| 2004-05  | Tarbes  | 25 | 7  | 19:17 | 63    | 130   | 48,5  | 28    | 60    | 46,7  | 56  | 75  | 74,7 | 2,7 | 2,2 | 1,3     | 3,4     | 4,7     | 0,9 | 0,2 | 0,5 | 2,1 | 10,1 | 10,6 |
| 2005-06  | Mourenx | 27 | 5  | 21:25 | 76    | 137   | 55,5  | 13    | 35    | 37,1  | 50  | 66  | 75,8 | 2,6 | 2,1 | 1,3     | 4,2     | 5,5     | 1,1 | 0,3 | 0,2 | 1,8 | 10,6 | 8,9  |
| 2006-07  | Mourenx | 28 |    | 28:00 | 124   | 223   | 55,6  | 22    | 63    | 34,9  |     |     | 87,8 |     |     |         |         | 6,3     | 1,5 | 0,2 | 0,6 | 2,1 |      | 14,3 |
| 2007-08  | Mourenx | 22 |    | 26:00 | 84    | 154   | 54,5  | 5     | 31    | 16,1  |     |     | 67,7 |     |     |         |         | 5,9     | 1,7 | 0,1 | 0,9 | 1,9 |      | 10,3 |
| 2008-09  | Tarbes  | 29 |    | 16:00 | 42    | 80    | 52,5  | 15    | 45    | 33,3  |     |     | 86,7 |     |     |         |         | 3,6     | 1,0 | 0,3 | 0,8 | 1,2 |      | 5,3  |
| Carrière |         |    |    |       |       |       |       |       |       |       |     |     |      |     |     |         |         |         |     |     |     |     |      |      |

##### Américain
| Saison   | Club              | M  | 5D | Min   | 2 pts | 2 pts | 2 pts | 3 pts | 3 pts | 3 pts | LF | LF | LF   | F   | Fp | Rebonds | Rebonds | Rebonds | Pd  | C   | Int | Bp  | Év  | Pts |
| Saison   | Club              | M  | 5D | Min   | R     | T     | %     | R     | T     | %     | R  | T  | %    | F   | Fp | O       | D       | T       | Pd  | C   | Int | Bp  | Év  | Pts |
| -------- | ----------------- | -- | -- | ----- | ----- | ----- | ----- | ----- | ----- | ----- | -- | -- | ---- | --- | -- | ------- | ------- | ------- | --- | --- | --- | --- | --- | --- |
| 1999     | Comets de Houston | 32 | 32 | 24:19 | 65    | 133   | 48,9  | 11    | 44    | 25,0  | 31 | 40 | 77,5 | 3,7 |    | 1,7     | 3,4     | 5,1     | 1,0 | 0,6 | 0,4 | 1,6 | 8,1 | 6,1 |
| Carrière | Carrière          | 32 | 32 | 24:19 | 65    | 133   | 48,9  | 11    | 44    | 25,0  | 31 | 40 | 77,5 | 3,7 |    | 1,7     | 3,4     | 5,1     | 1,0 | 0,6 | 0,4 | 1,6 | 8,1 | 6,1 |

### Carrière d'entraineur
- 2013 : Assistante coach U20F Equipe nationale de Bulgarie
- 2014-2015: U15F CTC Ossun-Tarbes: Vice Championne inter-région
- 2015-2016: U15F CTC Ossun-Tarbes: Championnes TOP12 Midi-Pyrénées
- 2016-2017: U17F CTC Ossun-Tarbes : Championnes TOP12 Midi-Pyrénées
- 2017-2018 : Entraineur U18F Centre de Formation TGB Basket
- 2017-2018: U15G Tarbes Union Basket 65 Vice Champion d'Occitanie
- 2018-2019 : SG Montée en pré national masculine avec Tarbes Union Basket 65
- 2021-2022: U17G Vainqueur de la deuxième phase Occitanie
- 2022-2023: U20G Ossun